# Академски хор „Обилић”
Академски хор „Обилић“ основан је 1884. године на Београдском универзитету, тадашњој Великој школи под именом Академско певачко друштво „Обилић“. Хором су дириговали све сами истакнути музичари: Јосиф Маринковић, Станислав Бинички, Јован Бандур, Ловро Матачић, Светолик Пашћан и Бранко Драгутиновић. Каже се да је пре Првог светског рата чланство у хору било сматрано великом чашћу и тешко се добијало, а недуго након рата, 1922, морало се апеловати на студенте.
Након Другог светског рата, 1945. године, хор добија ново име - „Бранко Крсмановић“ и новог диригента Богдана Бабића, са којим постиже значајне резултате, како у тадашњој Југославији, тако и у иностранству. Од 1981. године хор преузима Даринка Матић Маровић и води га са још већим успехом.

## Успеси
Најзначајнији успеси хора су осам тромесечних турнеја по САД и Канади, бројне европске турнеје, учешће на прослави 2000 година хришћанства у Риму и на Првом светском хорском фестивалу у Бечу 2001. године. Ансамбл је наступао у најпознатијим дворанама света: Карнеги Хол у Њујорку, Акрополис опера у Ници, Консерхузен у Стокхолму, сали конзерваторијума Чајковски у Москви, сали Берлинске филхармоније, сали Лосанђелоске филхармоније, Конститјушн хол у Вашингтону, Иродио театар у Атини, као и Златна сала Музикферајна у Бечу.
Делујући у оквиру Академског културно-уметничког друштва „Бранко Крсмановић“, 1991. године хор је вратио своје старо име „Обилић“.